# Knut Månsson Eneroth
Knut Månsson Eneroth, född 8 september 1690 i S:t Laurentii församling, Östergötlands län, död 29 juli 1773 i Västerviks församling, Kalmar län, var en svensk borgmästare.

## Biografi
Knut Månsson Eneroth föddes 1690 i S:t Laurentii församling, Söderköping. Han var son till borgmästaren Måns Eneroth i staden. Eneroth blev 1709 student vid Uppsala universitet och 1713 landskanslist i Östergötlands län. Han blev 1715 aktuarie vid kansliet i Vadstena och var från 1718 till 1719 ordningsmanssekreterare i staden. Arbetade 1720 i Göta hovrätt och blev 1722 stadssekreterare i Nyköpings stad. År 1739 blev han politieborgmästare i Västerviks stad och var riksdagsman vid riksdagen 1740. Han blev 1744 justitieborgmästare i Västervik och var riksdagsman vid riksdagen 1746–1747. Eneroth avled 1773 i Västerviks församling.